# Lidingöloppet
 (septembre 2024).
La Lidingöloppet est une compétition annuelle de cross-country qui se déroule à Lidingö, en Suède. La course de 30 km rassemble environ 15 000 participants et les courses plus courtes plusieurs milliers, ce qui en fait le plus grand événement de cross-country au monde. Elle a lieu chaque année le dernier week-end de septembre.

## Historique
L'initiative d'organiser la Lidingöloppet est venue de Karl Axel Karlberg et Sven Gärderud, mais l'idée originale d'organiser une grande compétition pour le joggeur moyen comparable à la Vasaloppet pour les skieurs de fond est venue du journaliste de magazine sportif Sven Lindhagen.
Lors de la première compétition en 1965, le nombre de participants était de 644. Le nombre de concurrents a rapidement augmenté, tout comme celui des coureurs professionnels, et s'est stabilisé autour de 40 000 participants au cours des années 2010. Lors de la compétition de 2022, le nombre de participants était de 23 265 participants.

## Parcours

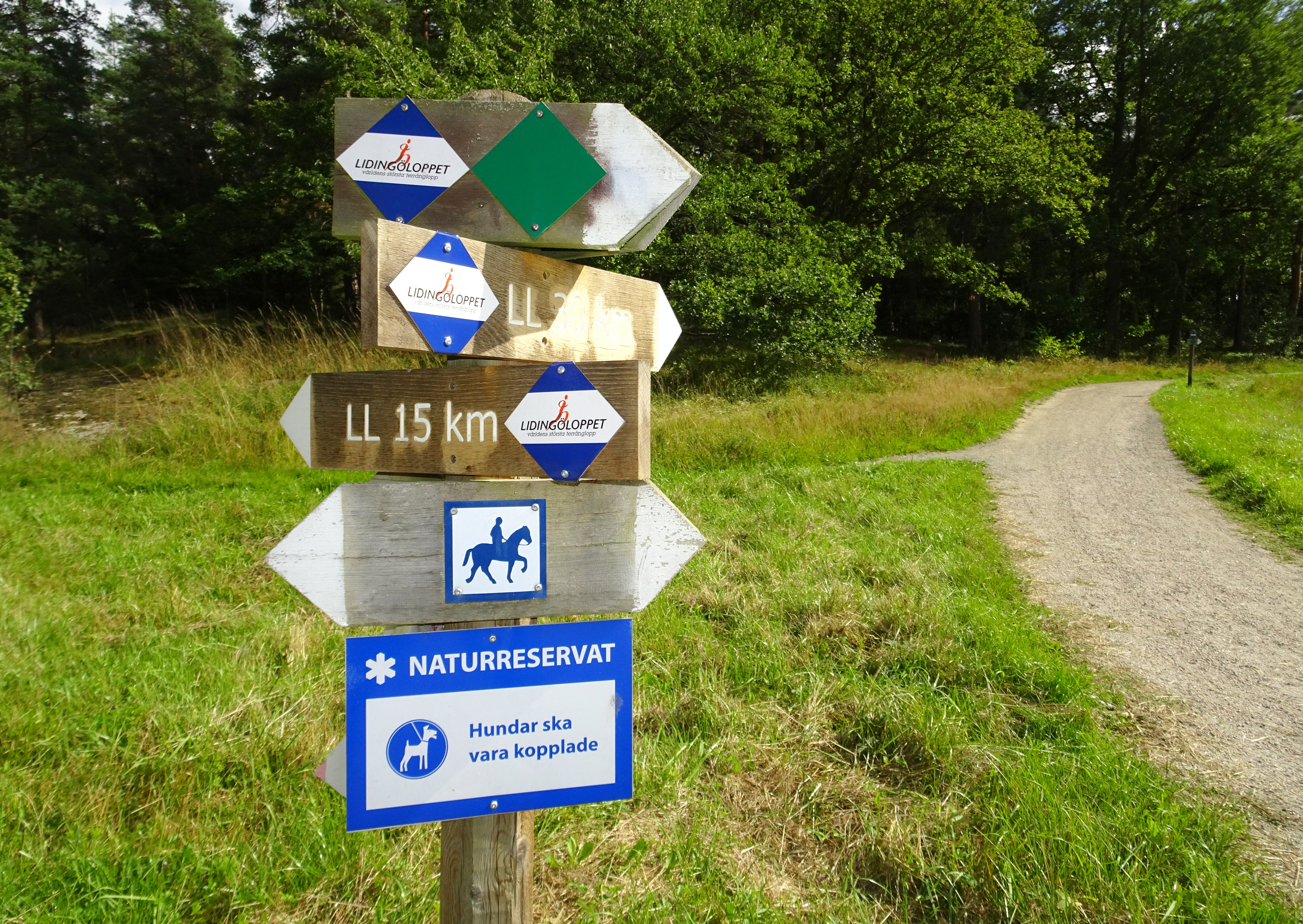
Panneaux indicateurs

L'itinéraire est balisé toute l'année avec des marquages bleus ainsi que des panneaux kilométriques avec le profil de la piste.
Coordonnées de l'arrivée : 59° 22′ 43″ N, 18° 09′ 22″ E